# Buellia tesserata
Buellia tesserata är en lavart som beskrevs av Körb. Buellia tesserata ingår i släktet Buellia och familjen Physciaceae.   Inga underarter finns listade i Catalogue of Life.